# Римские анналы
Римские анналы (лат. Annales Romani) — написанные на латинском языке неизвестными авторами XI и XII вв. исторические заметки о событиях современной им истории Италии и Рима. Сохранились в рукописях XI и XII вв. Охватывают период с 1044 по 1187 гг. Примечательны своими симпатиями императорам в их борьбе за инвеституру с папством.

## Издания
- Annales Romani // MGH, SS. Bd. V. Hannover. 1844, p. 468—480[2].

## Переводы на русский язык
- фрагмент "Римских анналов" в переводе  Е.А.Хвалькова на сайте Восточная литература[3]